# Serra Sant’Abbondio
Serra Sant’Abbondio – miejscowość i gmina we Włoszech, w regionie Marche, w prowincji Pesaro i Urbino.
Według danych na rok 2004 gminę zamieszkiwało 1177 osób, 36,8 os./km².